# Đại Tân, Sùng Tả
Đại Tân (tiếng Tráng: Dindaengh, chữ Hán giản thể: 大新县, Hán Việt: Đại Tân huyện, bính âm: Dàxīn Xiàn), là một huyện thuộc thành phố cấp địa khu Sùng Tả (崇左市, Chóngzuǒ Shì) của khu tự trị dân tộc Choang Quảng Tây, Trung Quốc. Huyện này có diện tích là 2756 km², dân số năm 2010 là 359.800 người, người Tráng chiếm 97,2%. Huyện Đại Tân có các đơn vị hành chính trực thuộc bao gồm 5 trấn và 10 hương.